# Götrik Frykman
Götrik Wilhelm Adolf „Putte“ Frykman (* 1. Dezember 1891 in Stockholm; † 7. April 1944 ebenda) war ein schwedischer Fußball- und Bandyspieler.

## Laufbahn
Frykman spielte für Djurgårdens IF. Mit dem Verein gewann er 1912 und 1915 den schwedischen Meistertitel. Außerdem spielte er sechsmal für die schwedische Nationalmannschaft, mit der er an den Olympischen Spielen 1912 teilnahm. 1908 und 1912 wurde er mit Djurgårdens IF auch schwedischer Bandymeister. Später gehörte er dem Vorstand seines Vereins an und saß im Auswahlkomitee für die Nationalmannschaft.